# Antoni Juniewicz
Antoni Juniewicz (ur. 21 grudnia 1928 w Kalewicy, obecnie na Ukrainie, zm. po 1991) – polski działacz partyjny i państwowy, dyplomata, podsekretarz stanu w Ministerstwie Kultury i Sztuki (1979–1980), chargé d’affaires a.i. ambasady RP w Belgradzie (1990–1991).

## Życiorys
Syn Jana i Heleny. W 1949 wstąpił do Polskiej Zjednoczonej Partii Robotniczej, w latach 50. był wychowawcą na koloniach letnich Wojewódzkiego Urzędu Bezpieczeństwa Publicznego w Szczecinie. W latach 60. pozostawał starszym instruktorem Wydział Propagandy Komitetu Warszawskiego oraz sekretarzem ds. propagandy Komitetu Dzielnicowego PZPR Warszawa-Mokotów. W 1966 został starszym instruktorem Wydziału Kultury Komitetu Centralnego PZPR, doszedł w nim do funkcji zastępcy kierownika (1971–1972); następnie pełnił funkcję sekretarza propagandowego Komitetu Warszawskiego PZPR. Od 1975 do 1979 zastępca kierownika Wydziału Pracy Ideowo- Pracy Ideowo-Wychowawczej KC PZPR.
Od marca 1979 do listopada 1979 był podsekretarzem stanu w Ministerstwie Kultury i Sztuki, odpowiedzialnym za kinematografię. Stanowisko stracił na fali wydarzeń sierpniowych po zgłoszeniu licznych krytycznych uwag podczas kolaudacji filmu „Miś”. W latach 1980–1984 radca handlowy w ambasadzie w Moskwie, od 1983 w randze ministra pełnomocnego. Następnie od 1984 do 1988 był zastępcą dyrektora departamentu w Ministerstwie Spraw Zagranicznych. W 1988 został radcą ambasadzie w Sofii, zaś w 1989 w ambasadzie w Belgradzie. Od marca 1990 do maja 1991 kierował tą ostatnią placówką jako chargé d’affaires ad interim.